# Cardepia sociabilis
Cardepia sociabilis är en fjärilsart som beskrevs av Graslin 1850. Cardepia sociabilis ingår i släktet Cardepia och familjen nattflyn. Inga underarter finns listade i Catalogue of Life.